# Беле, Рефет
Ибрахи́м Рефе́т Беле́ (тур. Refet Bele; 1881 год, Стамбул, Османская империя — 2 октября 1963 года, Стамбул, Турция) — турецкий военный и государственный деятель, министр внутренних дел (1920—1921), министр национальной обороны (1921—1922) Турции.

## Биография

### Османская империя
Родился в семье румельского происхождения Мехмеда Сервет Бея и Адвие Ханимы, которая переехала из греческих Салоников. Его фамилия Беле, которую он принял в 1934 г. по новому турецкому закону об именах, происходит от местности Бяла в Румелии (ныне Болгария). Из Беле прибыл его дедушка Белели Мехмет Бей. Из-за волнений на Балканах семья эмигрировала в Стамбул, но вернулась в Салоники, пока он был еще ребенком. После окончания школы в Салониках он поступил в военную школу в Стамбуле, по окончании которого в 1898 г. в звании лейтенанта и был распределен в 3-ю армию.
В 1903 г. участвовал в подавлении Илинденского восстания в Македонии. В 1908 г. в звании капитана он вступил в ряды партии «Единение и прогресс» и стал близким другом Мехмеда Талаата-паши. В 1909 г. поступил в Военную академию и участвовал в итало-турецкой и Балканских войнах. После окончания академии в 1912 г. он поступил на службу в Генеральный штаб. Во время Первой мировой войны сражался против британцев на фронте в Сирии и Палестине под командованием Отто Лимана фон Сандерса и отличился во втором сражении при Газе в апреле 1917 г. Был отмечен многими воинскими наградами. Однако превосходство британской армии было весомым и возглавляемое им подразделение было полностью уничтожено в битве при Мегиддо в сентябре 1918 г.
После подписания в октябре 1918 г. Мудросского перемирия он вернулся в Стамбул и стал главой жандармерии. В этот период им были установлены контакты с движением сопротивления в Анатолии и начал отправлять повстанцам оружие, в январе 1919 г. он был уволен со своего поста в жандармерии.
После высадки Мустафы Кемаля в мае 1919 г. в Самсуне был назначен командиром Третьего армейского корпуса в Сивасе. Когда британцы отправили солдат в Самсун, он остановил их у Кавака. Стамбульское правительство потребовало от Рефета отказа от поддержки Мустафы Кемаля; 12 июля 1919 г. он объявил о своем уходе с поста командующего 3-м корпусом. Через день в «Официальном журнале» было заявлено, что он отстранен от должности. Участвовал в качестве делегата в конгрессах в Эрзуруме и Сивасе. На Сивасском конгрессе вошел в состав Исполнительного комитета антиправительственного «Общества защиты прав». В этот период генерал Казим Карабекир отказался его арестовать, ответив властям, что Рефет не будет предпринимать противозаконных действий.

### В составе правительства
Входил в состав узкого круга соратников Кемаля — наиболее верных командиров армейских соединений, выработавших и подписавших «Амасийский циркуляр», который дал старт началу Войны за независимость Турции. На Западном фронте служил в должности командира Айдынского направления (с начала 1920 г. фактически командовал 23-й и 57-й дивизиями), где разбил сторонников лидера ополчения Демирчи Мехмета Эфе за сопротивление, также принял  вооружение и боеприпасы итальянских войск при их уходе из Анталии. В период наступления греческой армии в 1920 году командовал войсками Южного фронта. В декабре 1920 г. Сумел добиться капитуляции Демирчи Мехмета Эфе. В январе 1921 г. разбил войска Этхем-черкеса, а затем сумел остановить наступление греческих войск. За эти успехи ему было присвоено воинское звание генерал-майора. Рассчитывал на должность начальника Генерального штаба, но ему была предложена позиция министра обороны, от которой он отказался. Некоторое время возглавлял Общество Красного Полумесяца Турции.
В 1920 г. был избран депутатом Великого национального собрания.
В 1920—1921 гг. — министр внутренних дел. В 1920 г. руководил подавлением восстания в Конье, в ноябре 1920 г. был назначен командующим Юго-Западным фронтом (Кютахья — Мерсин). В 1921—1922 гг. — министр национальной обороны Турции. Выступал против предложенного Кемалем плана радикальных преобразований государства и общества, наряду с другими героями Освободительной войны чувствовал себя незаслуженно обойденным в распределении политических полномочий, на этой основе сблизился с лидерами «генеральской оппозиции». В ноябре 1921 г. вошел во «вторую группу» — оппозиционную фракцию в Национальном собрании, объединившую недовольных растущим влиянием Кемаля. В октябре 1922 г участвовал в переговорах о заключении Муданийского перемирия.
С декабря 1922 по 1923 г. — губернатор Восточной Фракии, а затем представителем Анкары в Стамбуле. После упразднения султаната 2 ноября 1922 г. именно ему было поручено сообщить эту новость Мехмеду VI.

### Турецкая Республика
На апрельских выборах 1923 г.  был избран депутатом Великого национального собрания. В ноябре 1924 стал одним из основателей оппозиционной Прогрессивно-республиканской партии, распущенной вскоре после восстания шейха Саида (1925). В 1926 г. был осужден Судом независимости (чрезвычайным трибуналом) в Измире по сфабрикованному делу об организации покушения на президента, но вскоре оправдан.
В ноябре 1926 г. сложил депутатские полномочия, а в декабре вышел в отставку с военной службы. С тех пор более 10 лет находился вне общественно-политической повестки. После смерти Ататюрка и приходом к власти Исмета Инёню (1938) в числе целого ряда ранее опальных военных и государственных деятелей получил возможность вернуться в политику. На довыборах 1938 г. был избран стал депутатом Великого национального собрания от Стамбула и переизбирался в парламент вплоть до 1950 г.
С 1950 г. более десяти лет служил специальным представителем Турции в Ближневосточном агентстве ООН для помощи палестинским беженцам (UNRWA), где получил прозвище «эль-Паша». С 1909 и до ее закрытия Ататюрком в 1935 г. состоял членом масонской Великой ложи вольных и принятых каменщиков Турции.

## Награды и звания
Турецкие:
- Орден Османие 1-й степени
- Военная медаль Османской империи
- Медаль Лиакат
- Медаль Имтияз
- Медаль независимости

Иностранные:
- Германский Железный крест 1-го и 2-го классов
- Австрийский орден Леопольда